# 葉怡蘭
葉怡蘭（1970年—），台灣飲食旅遊作家。出生於台灣台南，目前定居於台灣台北。畢業於國立中央大學中國文學系，並成為《中大校訊》No.166封面人物。

## 生平
《Yilan美食生活玩家 （页面存档备份，存于）》網站站主。
怡然生活股份有限公司創意出版部總編輯。主編《居心誌》、《New Life》、《New Eastern》、《NOBLE Club》、《Salute》、《Priority Life》、《BELLAVITA》、《Voyager》、《Star》、《Bay Life》、《Miele》等雜誌。
曾擔任台北市政府觀光委員、台北市政府市政顧問、台南市政府文化局顧問、行政院農委會、交通部觀光局、經濟部商業司、及臺北市政府各局處之活動與決策諮詢顧問工作。
曾多次擔任中央各部會局處相關活動與決策諮詢顧問，國內外美食與酒類競賽評審，2018 TID 台灣室內設計大獎「居住空間類」評審、2016金鼎獎「財經與生活雜誌類」評審、2014金鐘獎「綜藝、綜合與行腳節目」評審、以及多種飲食、藝文之國際與國內競賽評審。
曾獲《講義雜誌》「2004年度最佳旅遊作家」獎項。
歷任樺榯文化事業股份有限公司《Aspire》與《Chlitina in touch》雜誌總編輯、《壹週刊》美食旅遊家居組主任、《明日報》美食旅遊新聞中心主任、《VOGUE》雜誌採訪主編、《室內》雜誌編輯主任、《雅砌》雜誌採訪編輯等職。
開設線上課程「葉怡蘭的生活美學課 （页面存档备份，存于）」

## 獎項
- 1990年 第八屆中華民國大專青年聯吟大會 律詩組 第二名。
- 1995年 立頓創意茶賽 冠軍。
- 講義雜誌2004年度最佳旅遊作家。
- 個人設計茶具《讀飲》入圍台北縣立鶯歌陶瓷博物館「2006創意生活‧陶瓷新品評鑑展」。
- 2007年與Discovery旅遊生活頻道合作拍攝《生活采風－葉怡蘭篇》短片，入圍該年電視金鐘獎「頻道廣告獎」。
- 2013年10月獲頒全球威士忌界最高榮譽：「蘇格蘭雙耳小酒杯執持者 The Keepers of The Quaich」
- 2019年當選國立中央大學傑出校友。
- 2020年獲 S.Pellegrino「食代魅力女性」獎項。

## 代言
- 光泉植物菌優酪乳
- Philip Saeco咖啡機
- 農委會 產銷履歷
- 星展銀行 專家有道
- 舒酸定 抗敏牙膏
- 麥卡倫威士忌

## 廣告
- 麥卡倫威士忌
- 舒酸定
- ECCO Shoes
- Philip Saeco咖啡機
- Traveler服飾
- me服飾
- 光泉牛奶
- 知本老爺
- 春風面紙
- 蘇格登威士忌
- 利勃LIEBHERR電冰箱
- 統一麥飯石礦泉水
- HP多功能事物機
- 馬爹利干邑白蘭地
- 露得清保養品
- 蘭寇保養品
- Green&Safe 有機百寶箱

## 著作與作品
| 年份                     | 書名                                               | 出版社               | ISBN               |
| ------------------------ | -------------------------------------------------- | -------------------- | ------------------ |
| 2019年                   | 《日日物事》                                       | 寫樂文化             | ISBN 9789869732635 |
| 2018年                   | 《日日三餐，早‧午‧晚：葉怡蘭的20年廚事手記》       | 寫樂文化             | ISBN 9789869561167 |
| 2017年                   | 《紅茶經》                                         | 寫樂文化             | ISBN 9789869412575 |
| 2015年                   | 《家的模樣》                                       | 寫樂文化             | ISBN 9789869128421 |
| 2014年                   | 《旅人之窗》                                       | 天下文化             | ISBN 9789863205630 |
| 2013年                   | 《食‧本味》                                        | 天下文化             | ISBN 9789863203056 |
| 2012年                   | 《好日好旅行》                                     | 天下文化             | ISBN 9789863200215 |
| 2011年                   | 《終於嚐到真滋味》                                 | 推守文化             | ISBN 9789866570612 |
| 2010年                   | 《隱居‧在旅館》                                    | 推守文化             | ISBN 9789866570414 |
| 2008年                   | 《極致之味》                                       | 皇冠文化             | ISBN 9789573324591 |
| 2008年                   | 《果然好吃》                                       | 皇冠文化             | ISBN 9789573324607 |
| 2006年出版、2009年修訂版 | 《享樂‧旅館》                                      | 積木文化             | ISBN 9789867039354 |
| 2005年出版、2008年修訂版 | 《尋味‧紅茶》                                      | 積木文化             | ISBN 9787702062352 |
| 2004年                   | 《在味蕾的國度，飛行》                             | 正中書局             | ISBN 9789570916225 |
| 2003年                   | 《台灣生活滋味》                                   | 玉山社               | ISBN 9789867819420 |
| 2002年                   | 《享樂，旅行的完成式》                             | 麥田出版社           | ISBN 9789867895752 |
| 2001年                   | 《玩味》                                           | 麥田出版社           | ISBN 9789574698325 |
| 2000年                   | 《Yilan's 幸福雜貨鋪》                             | 皇冠文化             | ISBN 9789573317524 |
|                          |                                                    |                      |                    |
| 2019年                   | 《日日三餐，早‧午‧晚：葉怡蘭的20年廚事手記》簡體版 | 北京聯合出版有限公司 |                    |
| 2018年                   | 《紅茶經》簡體版                                   | 中信出版社           |                    |
| 2016年                   | 《家的模樣》簡體版                                 | 北京聯合出版有限公司 |                    |
|                          | 《好日好旅行》簡體版                               | 世紀文景出版社       |                    |
|                          | 《終於嚐到真滋味》簡體版                           | 盛大文學有限公司     |                    |
|                          | 《隱居‧在旅館》簡體版                              | 世紀文景出版社       |                    |
|                          | 《極致之味》簡體版                                 | 上海人民出版社       |                    |
|                          | 《享樂‧旅館》簡體版                                | 世紀文景出版社       |                    |
|                          | 《尋味‧紅茶》簡體版                                | 世紀文景出版社       |                    |
|                          | 《Yilan's 幸福雜貨鋪》簡體版                       | 三聯書店             |                    |
|                          | 《玩味》簡體版                                     | 三聯書店             |                    |
|                          | 《享樂，旅行的完成式》簡體版                       | 三聯書店             | ISBN 9787108021960 |

## 外部連結
- 葉怡蘭 Yilan的Facebook專頁
- 葉怡蘭 Yilan的新浪微博